# Acacia sclerosperma
Acacia sclerosperma — вид квіткових рослин з родини бобових. Ареал: Австралія (Західна Австралія).

## Середовище
Росте на різних типах ґрунтів, зазвичай як частина чагарникових та прибережних лісових угруповань.

## Біоморфологічна характеристика
Росте як розлогий, високий кущ до 4 метрів заввишки і 6 метрів завширшки. Філодні листки яскраво-зелені, овальні в поперечному перерізі, можуть сягати 7 см завдовжки. Квітки жовті, зібрані в циліндричні суцвіття в діаметрі близько п'яти міліметрів, що містять від 15 до 20 квіток. Стручки мають довжину до 4 см, з перетяжками між насінням. Цвісти може з травня по серпень, більшість квітів утворюється з червня по липень.